# Pátá modernizace
„Pátá modernizace“ je esej čínského aktivisty za lidská práva Wej Ťing-šenga, která byla původně podepsaným nástěnným plakátem umístěným na Zdi demokracie v Pekingu 5. prosince 1978. 

## Shrnutí
Plakát vyzýval Komunistickou stranu Číny, aby přidala demokracii na seznam čtyř modernizací, který zahrnoval průmysl, zemědělství, vědu a techniku a národní obranu.  Wej Ťing-šenga otevřeně prohlásil demokracii za další modernizaci, kterou je třeba přijmout, pokud se Čína skutečně chce modernizovat. Pět modernizací by tedy tím pádem zahrnovalo:
- Demokracie
- Zemědělství
- Průmysl
- Národní obrana
- Věda a technika